# فراماسونری پرینس هال

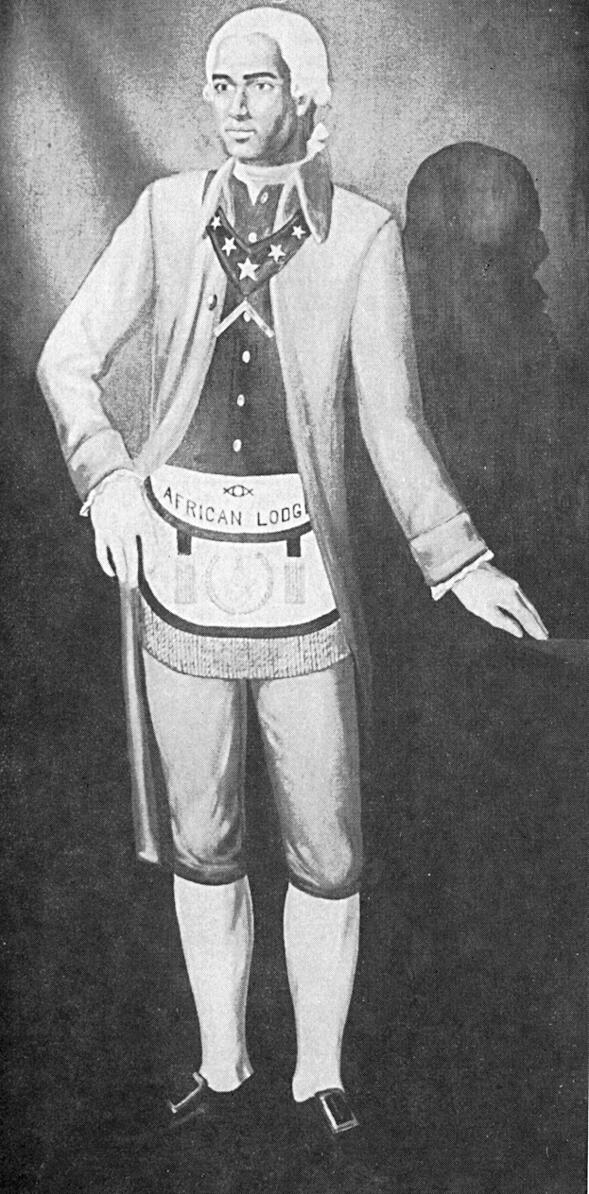
پرنس هال

فراماسونری پرنس هال شاخه ای از فراماسونری آمریکای شمالی (آمریکایی های آفریقایی تبار) است که توسط پرنس هال در 29 سپتامبر 1784 تشکیل شد. فراماسونری پرنس هال دو شاخۀ اصلی دارد: لژهای بزرگ ایالتی پرنس هال، که اکثر آنها توسط لژهای بزرگ اصلی به رسمیت شناخته می شوند و کسانی که تحت صلاحیت لژ بزرگ ملی هستند. فراماسونری پرنس هال قدیمی ترین و بزرگترین گروه است که عمدتاً اعضای آن متشکل از اتحادیه های آفریقایی - آمریکایی در این کشور هستند.

## تاریخ تشکیل

### درخواست پذیرش در لژهای موجود
قبل از جنگ انقلابی آمریکا، پرنس هال و چهارده مرد سیاهپوست آزاد دیگر برای پذیرش در لژ سفیدپوست بوستون سنت جان درخواست دادند. اما درخواست پذیرش آنها ابطال شد. گروه های ماسونی برای برخی از سیاهان آزاد برای پرنس هال جذاب بود زیرا فراماسونری بر اساس آرمان های آزادی، برابری و صلح تأسیس گشته بود.

### لژ بزرگایرلند
پس از رد شدن توسط فراماسونری استعماری آمریکا، هال و 14 نفر دیگر از طریق لژ بزرگ ایرلند در 6 مارس 1775 به ماسونری پیوستند. هال و سایر آزادگان لژ شمارۀ 1 آفریقایی را تأسیس کردند و او به عنوان استاد انتخاب شد. دیگر آمریکایی های آفریقایی تبار شامل سایرس جانستون، 

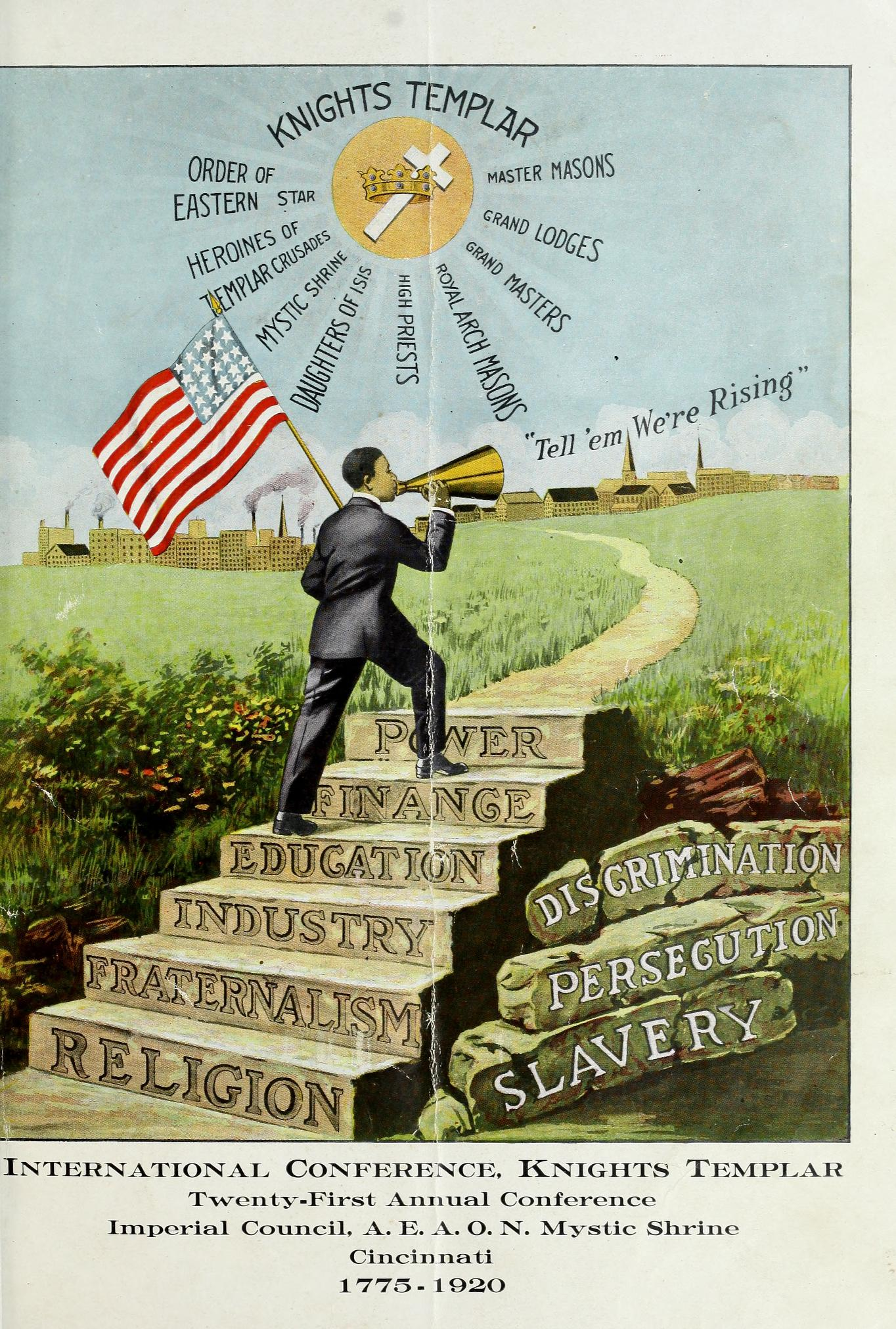
تصویری از معاهدۀ ماسونی پرنس هال به سال 1920

بوستون اسلینگر، پرنس ریس، جان کانتون، پیتر فریمن، بنجامین تیلر، داف روفورم، توماس سانترسون، پرنس رایدن، کاتو اسپین، بوستون اسمیت، پیتر بست، فورتن هوروارد و ریچارد تیتلی بودند.
هنگامی که مردها می خواستند در کشور جدید ماسون شوند، اعضای موجود لژ باید به اتفاق آرا به پذیرش درخواست کننده رأی می دادند. اگر یکی از اعضای سفیدپوست علیه یک درخواست کنندۀ سیاه پوست رأی می داد، آن شخص رد می شد. در نامه ای از ژنرال آلبرت پایک به برادرش در سال 1875، او ذکر کرد: «من تمایلی به چشم پوشی در این قضیه را ندارم. من تعهدات خود را در برابر مردان سفیدپوست انجام می دهم، نه سیاه پوستان». نتیجه این شد که مردان سیاه پوستی که به طور مشروع در حوزه های قضایی یکپارچه ماسون شده بودند، مردود شدند.
بنابراین ماسون های سیاه قدرت تحدید شده ای داشتند. هنگامی که لژهای نظامی منطقه را ترک گفتند، به آنها این اختیار داده شده که به عنوان لژ در راهپیمایی ماسونی در روز سنت جان شرکت کنند و مردگان خود را با تشریفات ماسونی به خاک سپارند ولی قادر نبودند درجۀ ماسونی را اعطا کنند یا هیچ کار ضروری انجام دهند.

### لژ بزرگ برتر انگلستان
استاد اعظم لژ بزرگ انگلستان اچ. آر. اچ. دوک کامبرلند، منشور لژ آفریقایی را در 29 سپتامبر 1784 صادر کرد. شش سال بعد در 22 مارس 1797، پرنس هال لژی را در فیلادلفیا به نام لژ آفریقایی شماره 459 بر اساس منشور ترتیب داد. وی لژ آفریقایی (که بعدها به نام لژ هیرام شناخته شد) در پراویدنس، رود-آیلند سازماندهی کرد. در سال 1788 جان مارانت کشیش لژ ماسونی آفریقایی شد. این لژ در Golden Fleece که در نزدیکی بند بوستون واقع بود، در طول دهه های 1780 و 1790 گرد هم آمدند.

### لژ بزرگ آفریقایی
پرنس هال در 4 دسامبر 1807 از دنیا رفت. در 24 ژوئن 1808 باقی اعضای لژ بزرگ آفریقایی، لژهای فیلادلفیا، پراویدنس و بوستون سازمان دادند که بعدها به افتخار نام پرنس هال، به لژ بزرگ پرنس هال مبدل شد. این لژ پس از دغام با Antients و Moderns که دو لژ بزرگ در انگلستان بودند، در سال 1813 به همراه بسیاری دیگر از لژها از بین رفت.

## منبع
- ویکی پدیا انگلیسی، Prince Hall Freemasonry، ثبت و ویرایش شده 12 اکتبر 2023.
- ویکی پدیا فارسی، پرینس هال، ثبت و ویرایش شده 29 آذر 1401.